# Col d'Èze
Pour les articles homonymes, voir Èze (homonymie).

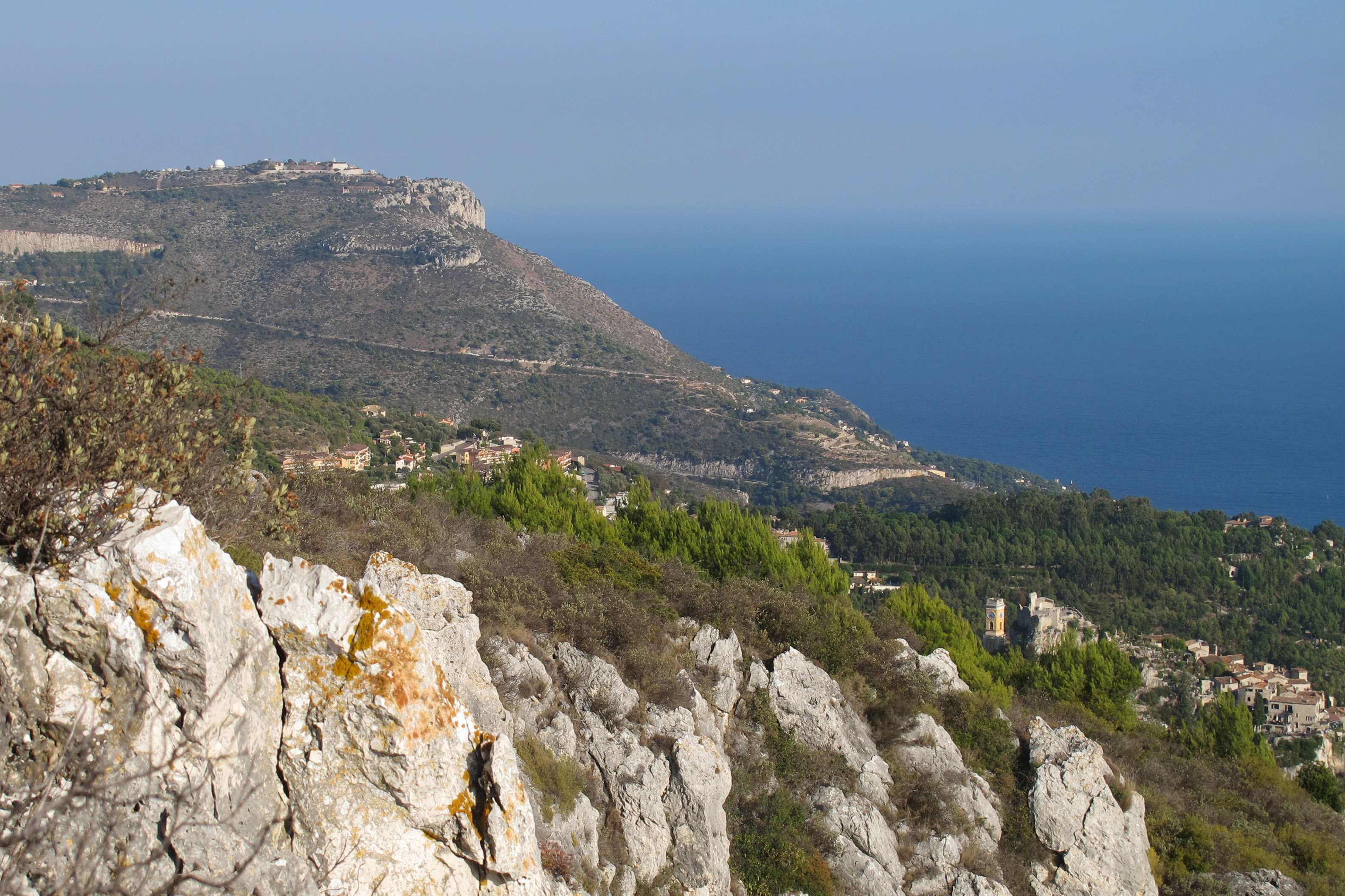
Vue panoramique près du col d'Èze. On aperçoit Èze-Village en bas à droite.

Le col d'Èze est situé entre Nice et Monaco, à Èze, dans le département des Alpes-Maritimes, à 507 m. Situé à moins de 5 km de la côte, il offre un remarquable panorama sur la Côte d'Azur : le cap Ferrat à l'ouest, et l'Italie à l'est.

## Cyclisme

### Paris-Nice
Le col a été le lieu de nombreuses étapes du Paris-Nice.
| Année | Formule                               | Étape | 1er au sommet                    |
| ----- | ------------------------------------- | ----- | -------------------------------- |
| 1969  | Contre-la-montre individuel           | 7b    | Eddy Merckx                      |
| 1972  | Contre-la-montre individuel           | 7b    | Raymond Poulidor                 |
| 1973  | Contre-la-montre individuel           | 7b    | Joop Zoetemelk                   |
| 1974  | Contre-la-montre individuel           | 7b    | Joop Zoetemelk                   |
| 1975  | Contre-la-montre individuel           | 7b    | Joop Zoetemelk                   |
| 1976  | Contre-la-montre individuel           | 7b    | Michel Laurent                   |
| 1978  | Contre-la-montre individuel           | 7b    | Gerrie Knetemann                 |
| 1979  | Contre-la-montre individuel           | 7b    | Joop Zoetemelk                   |
| 1980  | Contre-la-montre individuel           | 7b    | Gerrie Knetemann                 |
| 1981  | Contre-la-montre individuel           | 7b    | Stephen Roche                    |
| 1982  | Contre-la-montre individuel           | 7b    | Sean Kelly                       |
| 1983  | Contre-la-montre individuel           | 7b    | Sean Kelly                       |
| 1984  | Contre-la-montre individuel           | 7b    | Sean Kelly                       |
| 1985  | Contre-la-montre individuel           | 7b    | Stephen Roche                    |
| 1986  | Contre-la-montre individuel           | 7b    | Sean Kelly                       |
| 1987  | Contre-la-montre individuel           | 7b    | Stephen Roche                    |
| 1988  | Contre-la-montre individuel           | 6b    | Sean Kelly                       |
| 1989  | Contre-la-montre individuel           | 7b    | Stephen Roche                    |
| 1990  | Contre-la-montre individuel           | 8     | Jean-François Bernard            |
| 1991  | Contre-la-montre individuel           | 7     | Tony Rominger                    |
| 1992  | Contre-la-montre individuel           | 8     | Jean-François Bernard            |
| 1993  | Contre-la-montre individuel           | 8     | Alex Zülle                       |
| 1994  | Contre-la-montre individuel           | 8b    | Tony Rominger                    |
| 1995  | Contre-la-montre individuel           | 8b    | Vladislav Bobrik                 |
| 2000  | Contre-la-montre individuel           | 7     | Andreas Klöden                   |
| 2001  | Contre-la-montre individuel           | 6     | Dario Frigo                      |
| 2002  | Étape en ligne avec arrivée au sommet | 6     | Dario Frigo                      |
| 2008  | Étape en ligne avec passage au sommet | 7     | Clément Lhotellerie              |
| 2010  | Étape en ligne avec passage au sommet | 7     | Amaël Moinard ou Thomas Voeckler |
| 2011  | Étape en ligne avec passage au sommet | 8     | Diego Ulissi                     |
| 2012  | Contre-la-montre individuel           | 8     | Bradley Wiggins                  |
| 2013  | Contre-la-montre individuel           | 7     | Richie Porte                     |
| 2014  | Étape en ligne avec passage au sommet | 8     | Fränk Schleck                    |
| 2015  | Contre-la-montre individuel           | 7     | Richie Porte                     |

### Tour de France

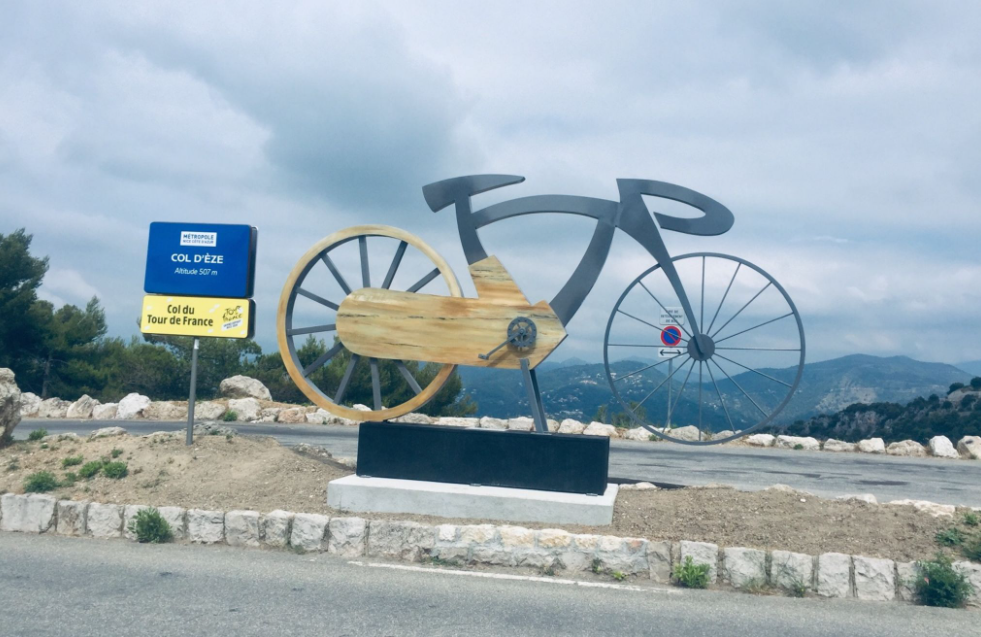
Le col à l'occasion du Tour de France 2020.

Le Tour de France a emprunté ce col à plusieurs reprises :
- 9e étape du Tour de France 1919 entre Marseille et Nice, le Français Honoré Barthélémy, passe en tête ;
- 11e étape du Tour de France 1935 entre Nice et Cannes ;
- 16e étape du Tour de France 1953 entre Marseille et Monaco, classé 2e catégorie ; le Français Joseph Mirando passe en tête[2] ;
- 2e étape du Tour de France 2009 entre Monaco et Brignoles, classé en 3e catégorie ; l'Allemand Tony Martin passe en tête[3].
- 2e étape du Tour de France 2020 entre Nice et Nice, classé 2e catégorie ; l'Irlandais Nicolas Roche passe en tête.
- 21e étape du Tour de France 2024 entre Monaco et Nice (sous forme d'un contre-la-montre), non classé. Le deuxième point intermédiaire (au km 17,1) y est situé.

### Tour des Alpes-Maritimes et du Var
Sur le Tour des Alpes-Maritimes et du Var 2020, la 2e étape terminait au col d'Èze et fut remportée par Nairo Quintana.